# Земцовское сельское поселение (Тверская область)
Земцо́вское се́льское поселе́ние — упразднённое муниципальное образование в составе бывшего Нелидовского района Тверской области.
Центр поселения — посёлок Земцы.
Образовано в 2005 году, включило в себя территорию Земцовского сельского округа. С 2018 года упразднено и стало частью единого Нелидовского городского округа.

## Географические данные
- Общая площадь: 303,9 км²
- Нахождение: западная часть Нелидовского района
  - Граничит:
    - на севере и востоке — с Нелидовским СП
    - на юге — с Жарковским районом, Жарковское СП
    - на западе — с Западнодвинским районом, Западнодвинское СП

Основные реки — Ущица и Туросна.

Поселение пересекает автомагистраль М9 «Балтия» и железная дорога «Москва — Великие Луки — Рига».

## Экономика
Основное сельхозпредприятие — совхоз «Земцовский». В посёлке Земцы — сельский ДСК, лесхоз.

## Население
Население по переписи 2002 — 1558 человек, по переписи 2010 — 1197 человек.

## Населенные пункты
На территории поселения находятся следующие населённые пункты:
| №  | Тип нп      | Название    | Население (2002 год) |
| -- | ----------- | ----------- | -------------------- |
| 1  | пос.        | Земцы       | 1177                 |
| 2  | пос.        | Борок       | 0                    |
| 3  | дер.        | Власевка    | 9                    |
| 4  | дер.        | Драньково   | 8                    |
| 5  | дер.        | Дрогачёво   | 24                   |
| 6  | пос.        | Дятлово     | 30                   |
| 7  | дер.        | Земцы       | 30                   |
| 8  | дер.        | Земцы-2     | 2                    |
| 9  | дер.        | Кортяшево   | 14                   |
| 10 | дер.        | Костино     | 22                   |
| 11 | дер.        | Малые Ущаны | 13                   |
| 12 | дер.        | Мешки       | 17                   |
| 13 | пос.        | Мирный      | 31                   |
| 14 | дер.        | Михалево    | 1                    |
| 15 | дер.        | Никулинка   | 124                  |
| 16 | дер.        | Отвага      | 0                    |
| 17 | пос.        | Откос       | 9                    |
| 18 | дер.        | Подберезье  | 7                    |
| 19 | ж-д.разъезд | Подсосенка  | 0                    |
| 20 | дер.        | Сильники    | 0                    |
| 21 | дер.        | Соболевка   | 11                   |
| 22 | дер.        | Хлюстовка   | 14                   |
| 23 | дер.        | Шабровка    | 8                    |
| 24 | дер.        | Шанино      | 7                    |

В 2001 году исключены из учётных данных деревни Заборенка и Подсосенка.

Ещё раньше, в 1990-х исчезли деревни: Литвиново, Большие Ущаны, Малиновка, Жаровня и др.
В посёлке Земцы, деревнях Дрогачёво и Дятлово — братские могилы воинов, павших в годы Великой Отечественной войны.

## История
В XIX — начале XX века территория поселения входила в Бельский уезд Смоленской губернии. После ликвидации губерний с июня 1929 года территория поселения входила в Западную область (до 1935 года). После образования Калининской области — с января 1935 года по август 1944 года в составе Нелидовского района. С октября 1941 года по конец 1942 года поселение было оккупировано немецко-фашистскими войсками. С августа 1944 года по октябрь 1957 года Нелидовский район относился к Великолукской области.